# Modermærke
Modermærker er en samling af pigmentceller i huden. Modermærker er typisk brunlige eller rødlige og kan have forskellige former og størrelser. Modermærker kommer med alderen, og de ses derfor forholdsvis sjældent hos nyfødte og små børn. I gennemsnit har et voksent menneske cirka 25 modermærker.
Modermærkekræft (malignt melanom) opstår i pigmentceller. Derfor vil modermærkekræft oftest – men ikke altid – starte i et modermærke.